# 제트 (밴드)
제트(JET)는 캐머런 먼키, 마크 윌슨과 형제인 닉 체스터, 크리스 체스터로 구성된 오스트레일리아 멜버른 출신 록 밴드이다. 이 밴드의 음반은 전 세계에서 4백 만 장이 팔렸고, 2003년에 발매한 데뷔 음반 《Get Born》가 전 세계에서 3백 5십 만 장이 팔렸다.
2012년 해체했다.

## 음반 목록

### 정규 음반
1. Get Born (2003년)
2. Shine On (2006년)
3. Shaka Rock (2009년)